# Volutella setosa
Volutella setosa är en svampart som först beskrevs av Robert Kaye Greville, och fick sitt nu gällande namn av Miles Joseph Berkeley 1860. Volutella setosa ingår i släktet Volutella och familjen Nectriaceae.   Inga underarter finns listade i Catalogue of Life.